# 華盛頓縣 (堪薩斯州)
華盛頓縣（英語：Washington County，簡稱WS）是美國堪薩斯州北部的一個縣，北鄰內布拉斯加州。面積2,328平方公里。根據美國2000年人口普查，共有人口6,483。縣治華盛頓。
成立於1860年，縣名紀念首任總統喬治·華盛頓。